# エドウィン・プリーブランク
エドウィン・ジョージ・プリーブランク（Edwin George Pulleyblank、1922年8月7日 – 2013年4月13日）は、カナダの言語学者、歴史学者。
プーリーブランクと呼ばれることも多い。中国名は「蒲立本」(Pú Lìběn)。中国語の歴史（とくに音韻史）および中国史の研究で知られる。

## 経歴
1922年、カルガリー生まれ。1942年にアルバータ大学を卒業した。第二次世界大戦中はイギリスで暗号解読の仕事にたずさわり、このときに日本語を覚えたという。
戦後はカナダに帰国したが、1946年に中国の政府奨励金を得てふたたび渡英、東洋アフリカ研究学院で中国の歴史と言語を学んだ。1948年からは東洋アフリカ研究学院の講師として教えるかたわら、1951年にロンドン大学の博士号を得た（ヴァルター・ジーモンの指導）。1953年にケンブリッジ大学の中国語教授に就任した。
1966年にカナダに戻ってブリティッシュコロンビア大学のアジア学部の教授の職についた。1987年に退官したが、その後も旺盛な研究・著作活動を行った。1980年にカナダ王立協会のフェローに選ばれた。

## 研究内容・業績
- 博士論文をもとにした1955年の『安禄山の乱の背景』(The Background of the Rebellion of An Lu-Shan)により、プリーブランクははじめ唐代史の研究者として知られた。歴史学者としては匈奴・突厥などの北方民族や西域の研究が多い。
- 1960年代から中国語音韻史に研究の中心を移した。1962年に漢字借音から上古音の体系を見なおした長文の「古代中国語の子音組織」を書いている[3][4]。プリーブランクは音韻再構にベルンハルド・カールグレンの使用しなかった漢字による音訳や李賀・寒山などの詩の押韻を利用した。
- プリーブランクの上古音の再構では音節頭にカールグレンの指摘しなかった多数の子音結合を認め、また去声の語末がもと -s で終わっていたというアンドレ＝ジョルジュ・オドリクールの説に実例を与えた。
- プリーブランクは中世の等韻図の表す音韻体系が『切韻』の体系と違っていることを重視し、等韻図の表す体系を「Late Middle Chinese (LMC)」、『切韻』の体系を「Early Middle Chinese (EMC)」と呼んで区別した。LMCの体系は1970年代はじめに発表した[5]。1984年の著書『Middle Chinese』では大きく改訂した LMC とともに EMC の体系を発表した。
  -  Middle Chinese: A Study in Historical Phonology. University of British Columbia Press. (1984)

またピンインから EMC, LMC, 早期官話音を検索できる辞典も作った。
- -  Lexicon of Reconstructed Pronunciation in Early Middle Chinese, Late Middle Chinese and Early Mandarin. University of British Columbia Press. (1991)
- プリーブランクは干支を古代中国語の表音文字であったと考えて、それをもとに22(10+12)の語頭子音が上古音にあったと考えた[6][7]。
- 音韻のみでなく文法に関してもいくつかの論文を発表していたが、晩年に著書が発表された。
  -  Outline of Classical Chinese Grammar. University of British Columbia Press. (1995)

邦訳 佐藤進監修、小方伴子、槙美貴 訳『古漢語語法概論』二松学舎大学21世紀COEプログラム、2009年。

## 影響・評価
- プリーブランクは中国語音韻の推定において多くの新しい考えを提出した。プリーブランクとは異なる音価推定を行った李方桂やバクスターもプリーブランクの考えを部分的に取り入れている。
- ただしプリーブランクの説には根拠の弱いものも多く、1962年の論文に対する河野六郎の評[8]に見られるように、とくに日本では否定的に評価されることが多い。